# Alberto Lucio
Alberto Lucio Centeno (ur. 26 stycznia 1985 w Morelii) – meksykański piłkarz występujący najczęściej na pozycji obrońcy, obecnie zawodnik Morelii.

## Kariera klubowa
Lucio urodził się w Morelii i jest wychowankiem tamtejszego klubu Monarcas Morelia. Do seniorskiej drużyny został włączony w wieku 20 lat przez trenera Ricardo Ferrettiego. W meksykańskiej Primera División zadebiutował 15 października 2005 w przegranym 1:2 meczu z Dorados. Nie potrafił sobie jednak wywalczyć miejsca w podstawowym składzie i występował głównie w drugoligowych rezerwach Morelii, Mérida FC, a później Neza FC. W rozgrywkach Clausura 2011 wywalczył z Morelią tytuł wicemistrza Meksyku.
| Sezon     | Klub             | Kraj   | Rozgrywki        | Mecze | Bramki |
| --------- | ---------------- | ------ | ---------------- | ----- | ------ |
| 2005/2006 | Monarcas Morelia | Meksyk | Primera División | 2     | 0      |
| 2006/2007 | Monarcas Morelia | Meksyk | Primera División | 0     | 0      |
| 2007/2008 | Monarcas Morelia | Meksyk | Primera División | 4     | 0      |
| 2008/2009 | Monarcas Morelia | Meksyk | Primera División | 10    | 0      |
| 2009/2010 | Monarcas Morelia | Meksyk | Primera División | 0     | 0      |
| 2010/2011 | Monarcas Morelia | Meksyk | Primera División | 5     | 0      |
| 2011/2012 | Monarcas Morelia | Meksyk | Primera División |       |        |